# جان وال
جاناتان هیلدرد وال پسر (به انگلیسی: Johnathan Hildred Wall, Jr) ستاره بسکتبال آمریکایی تیم هیوستون راکتس که درخشش او در مسابقات ان سی دابل ای به عنوان گارد راس آغاز شد و توانست نظر تیم‌های زیادی در ان بی ای را به خود جلب کند بطوریکه انتخاب درفت اول سال ۲۰۱۰ شد.وال به عنوان یکی از سریعترین بازیکنان حال حاضر NBA شناخته می شود.

## زندگی شخصی
وال در 6 سپتامبر 1990 در رالی،کارولینای شمالی متولد شد.
او دوران کودکی و جوانی سختی داشت و زمانی که یک ساله بود ، پدرش که قبلاً به جرم قتل درجه دو در زندان به سر می برد ، به جرم سرقت مسلحانه محکوم شد . وال پدر در 24 اوت 1999 از زندان آزاد شد ، اما یک ماه بعد در 52 سالگی بر اثر سرطان کبد درگذشت.مرگ پدر بر زندگی و روحیات او بسیار تاثیر گذار بود به گونه ای که همواره در مدرسه از او درگیری های متعددی گزارش میشد.
او و همسرش اکنون یک پسر دارند.
در سال 2013 ، وال پس از امضای قراردادی پنج ساله با ویزاردز ، خانه ای به قیمت 4.9 میلیون دلار خریداری کرد . این ملک دو هکتاری ، دارای هشت اتاق خواب ، شش گاراژ و 17980 فوت مربع است.
وال در سال 2018 گفت که وی در حال اخذ مدرک لیسانس در رشته مدیریت بازرگانی است. 
مادر وال ، فرانسیس در 13 دسامبر 2019 بر اثر سرطان پستان درگذشت.او همواره از مادر خود به عنوان بهترین دوست و حمایت کننده اش یاد میکرد و بعد از این اتفاق چهره او را روی گردن خود تتو کرد.

## بازی های ملی
در ژوئیه 2014 ، وال به عنوان عضوی از تیم ایالات متحده آمریکا انتخاب شد تا برای تیم ملی کشورش در  جام جهانی بسکتبال FIBA 2014 رقابت کند.وال به دلیل جراحی خارج از فصل زانو ، المپیک 2016 ریو را از دست داد.

## افتخارات
NBA
• 5× NBA All-Star: 2014, 2015, 2016, 2017, 2018
•All-NBA Third Team: 2017
•NBA All-Defensive Second Team: 2015
•NBA All-Rookie First Team: 2011
college
•SEC Player of the Year
•All-SEC First Team
•SEC All-Freshman Team
•SEC All-Tournament MVP
•SEC All-Tournament Team
•NABC Division I All-District 21 First Team
•NABC Division I All-America First Team
•USBWA All-America Freshman of the Year
•USBWA All-America First Team
•USBWA All-District IV Player of the Year
•USBWA All-District IV Team
•AP NCAA All-America First Team
•AP NCAA All-America Co-Freshman of the Year
•Sporting News NCAA All-America First Team